# 秒殺外掛太強了，異世界的傢伙們根本就不是對手。
《秒殺外掛太強了，異世界的傢伙們根本就不是對手。》是由藤孝剛志原作，成瀨千里（成瀬ちさと）負責插畫的輕小說，最初是於成為小說家吧上連載的網路小說，之後出了實體書籍。2018年時漫畫版《秒殺外掛太強了，異世界的傢伙們根本就不是對手。－AΩ－》（日语：即死チートが最強すぎて、異世界のやつらがまるで相手にならないんですが。－ΑΩ－）出版，作畫為納都花丸。本作的主旨在於主角如何用他本身的能力，對抗各種異世界的主人公能獲得的作弊技能與外掛能力。
2022年12月1日，宣布將改編為電視動畫。於2024年1月至3月播放。

## 故事大綱
修學旅行的途中全班同學被自稱紫苑的賢者召喚到了異世界，並給予了學生們能成為賢者力量的「恩賜」，但是沒有獲得力量的壇之浦知千佳還有高遠夜霧居然被同學們當成魔物的誘餌拋棄在巴士裡。存活下來的兩個人遭受到龍的襲擊，這時高遠夜霧冷靜的對著龍說「去死吧！」，龍便應聲倒下。史上最不講道理的外掛，開始橫行異世界。

## 人物

### 主要人物
高遠夜霧（聲：內山昂輝、大地葉（童年））
本作主角，認真的時候有帥氣的一面，在學校裡大多都是打瞌睡的狀態。沒有獲得賢者的恩賜，但是在原本的世界中有令世界各國都感到恐懼的能力：「即死」，只要有意願不管是活是死、有形無形，高遠夜霧都能憑藉自己的思想令其「死去」，只要高遠夜霧想要「殺死」的東西，任何因果倒轉或是時光倒流、起死回生的作弊能力都無法救回來。為了限制自身的能力而對自己施加複數被稱為「門」的限制，當第二「門」開啟的時候連墜下時的位能也能殺死。後證實他是隱神刑部所誕下的兒子。由於光是被認知能足以引發大規模死亡，因此除了降龍等的極少數神祇外，其他神祇不知道其相關訊息。
現實世界被研究人員稱為「ΑΩ」，教團人員則以「御隱大人」稱之，幼年時作為日本替代核武的對外威脅手段被養在地下研究設施，受到美國在內所有研究機關的高度重視，他的能力被認為能輕易引發世界末日。
二宮諒子曾對卡羅爾表示：幾乎沒有任何人，任何事物能限制高遠夜霧，雖然外表看上去人畜無害，卻不能半點分心，研究所已經將其歸到「災禍之神」的類別。人類對他束手無策，只能完全接受這個災禍的到來，然後向他雙膝跪地，祈求他不要發怒。
最終把大賢者光輝的意識連結殺死後，與知千佳一同被降龍傳送回日本。
壇之浦知千佳（聲：富田美憂）
本作女主角。有一個名為壇之浦千春姐姐。繼承了自平安時代流傳至今的「壇之浦流弓術」古武術，有著傲人的身材跟迷人的臉蛋。身上穿著異世界「侵略者」贈送、以人造肌肉纖維製成的防彈衣，還有各種方便的機械手臂等道具，多少能在賢者恩賜橫行的異世界外掛中保護自己。除了吐槽以外，還擅長駕駛各種交通工具。與高遠夜霧作為被同學遺棄的生還者一起行動，主要目的是找到賢者紫苑，獲取回到原來世界的方法。
壇之浦家血統改良的優秀結晶，有著遠超常人的身體素質(如視力、反應速度)，在彭彭點明前沒有注意到。但有發現體重不對勁。
在夜霧解決大賢者後，與夜霧一同被降龍傳送回日本。
在續篇小說中已成為一名大學生，與夜霧成為情侶。也是該作主角極樂天福良的師傅。
壇之浦彭彭（聲：金田朋子）
知千佳的祖先，也是她的守護靈，是個有相當神力的神明，但也本能的畏懼著高遠夜霧。當賢者給予恩賜的時候察覺到恩賜──「戰詩系統」的不妙之處而幫知千佳拒絕安裝，後將「壇之浦流弓術」全部傳授給知千佳，目前與高遠夜霧一起旅行。後獲得以皇槐為原型的機器人作為憑依用的軀體。
在日本時經常因為無聊而到處亂碰鄰居的電器產品造成靈異現象。
除了抵抗系統安裝之外還能抵抗魔神瘴氣、四天王任命的詛咒，以及大賢者的被動魅惑。是知千佳名符其實的守護神。
二宮諒子（聲：安野希世乃）
表面上是高遠夜霧的同班同學，實為研究所送進學校負責監視高遠夜霧的人員，恩賜是「武士」。得知高遠夜霧的第一封印被解開後警覺大事不妙，在跟高遠夜霧會合後表明身分後一起行動。對高遠極度順從。
地底迷宮篇裡揭露是一名真正的忍者。
卡蘿爾·S·蓮（聲：鈴木杏奈）
表面上是高遠夜霧的同班同學，實為機關送入學校監視高遠夜霧的美國人員，恩賜是「忍者」。得知高遠夜霧的第一層封印被解開後反而訝異日本人居然會害怕高遠夜霧，在跟高遠夜霧會合後為了就近監視而一起行動。曾經提議綁架知千佳來強迫高遠順從，但是被知道「高遠發怒時如果只是有人會死還只是小事」的諒子憤怒的否決。
地底迷宮篇裡揭露是特務人員。
高遠朝霞（聲：Lynn）
高遠夜霧的養母。大學畢業後即失業的社會新鮮人，被名為「高次生命科學研究所」的可疑組織招募為員工，為了生活費而簽下有各種可疑條件的工作契約。工作內容是負責照顧「ΑΩ」，將「ΑΩ」培養成具有對日本人認同與對日本這個國家的歸屬感，同時也把「ΑΩ」命名為高遠夜霧。除了飲食起居之外也負責高遠夜霧的教育，但是中學程度以上的教育則力不能及。本來以為高遠夜霧的能力是除魔之類的，但是在被敵對組織綁架的時候，看到高遠夜霧僅憑意志就能在一瞬間製造無差別的大量屠殺後，反而燃起應該要把高遠夜霧教導為有正常倫理觀現代人的使命感。她也是研究所的職員中唯一體內沒有安裝炸彈的一員。
戴奧迪西亞（聲：關根明良）
原本是生活在半魔之里的魔族，尤菲米亞的姐姐，擅長劍術，是半魔族中少數能操控魔力的人，能用魔力偽裝成普通人類。在試練之塔中斬殺了折磨同族的仇敵劍聖。完成復仇後不久與妹妹尤菲米亞重逢，在紫苑死後與夜霧同行。
莉絲莉（聲：佐藤利奈）
玲音的分身，沒有本體的記憶。在本體被高遠夜霧殺死後甦醒繼承其一切。之後與成為「真祖吸血鬼」的尤菲米亞匯合，紫苑死後與尤菲米亞成為夜霧的同伴。喜歡高遠夜霧，一見面就向對方求婚但瞬間被拒決，後以體內的賢者之石為報酬委託高遠夜霧殺一個人。
尤菲米亞（聲：安野希世乃）
原本是生活在半魔之里的魔族，戴奧迪西亞的妹妹。故鄉被橘裕樹毀滅後受到對方的支配成為裕樹親衛隊的一員，在親衛隊中排行第2。在橘裕樹被夜霧殺死後短暫恢復自由並回到故鄉。回鄉途中被偶然出現的玲音轉化為吸血鬼。在玲音死後，無意間把襲擊自己的吸血鬼殺死而成為「真祖吸血鬼」。成為「真祖吸血鬼」後與玲音的分身莉絲莉會合，劍聖死後與姐姐戴奧迪西亞重逢。紫苑死後與戴奧迪西亞和莉絲莉與夜霧同行。
皇槐
幕後統治日本的皇一族的千金。夜霧的青梅竹馬，是夜霧除了朝霞和知千佳以外，少數關心的人。過去為了逃避裁決者而逃到夜霧所在的地下設施避難，後來因追殺自己的天使被夜霧殺盡而得以脫險。
因祖父驟亡發生繼承人之亂而失勢，與名義上的父母住在便宜的公寓避難。後來以出租機器人給彭彭暫時度過危機。

### 地球人
花川大門（聲：下野紘）
高遠夜霧的同班同學，本人極度垂涎可愛的女孩子，恩賜是「補師」，不論多重的傷都能治好。之前曾經被召喚到異世界過，再次被召喚時下定決心要隨心所欲的生活，因此與兩個之前也曾被召喚到異世界的同伴——東田亮介還有福原禎章一起襲擊了生還的高遠夜霧跟壇之浦知千佳，卻遭到高遠夜霧的反殺。之後雖然脫離了高遠夜霧的視線，但是在各種遭遇中還是一直被帶到高遠夜霧面前而恐懼。
唯一一個選擇留在異世界的人，但後來作者不想當伏筆又把他挖回來。
東田亮介（聲：松岡洋平）
高遠夜霧的同班同學，恩賜是「勇者」。之前曾經被召喚到異世界過，再次被召喚時下定決心要隨心所欲的生活。最終因襲擊夜霧而被反殺，成為夜霧穿越到異世界後第二個殺死的對象﹙第一個是龍﹚。
福原禎章（聲：橘龍丸）
高遠夜霧的同班同學，恩賜是「死靈術士」。之前曾經被召喚到異世界過，再次被召喚時下定決心要隨心所欲的生活。最終因無視夜霧的警告擅自亂動而被夜霧殺死。
橘裕樹（聲：村上喜紀）
高遠夜霧的同班同學，在班上是個萬人迷的帥哥，恩賜是「支配者」。在進入異世界後沒幾天就靠著奴隸積攢了一萬以上的等級，想將壇之浦知千佳納入自己的後宮。曾操控魔物把戴奧迪西亞和尤菲米亞的故鄉半魔之里毀滅，並用恩賜操控尤菲米亞使其成為自己的奴隸。以為遠距離遙控奴隸就能殺死高遠夜霧，結果被高遠夜霧反抓到殺意的源頭秒殺，死後所有奴隸都被解除控制。
鳳春人（聲：小松昌平）
高遠夜霧的同班同學，恩賜是「顧問」。實際上是人類與鳥型妖怪的混血兒。以延長期限為條件接受了紫苑殺死夜霧的委託，之後以信件形式委託宮永良介暗殺夜霧，在宮永良介死後誘導夜霧企圖從高處下墜到坑洞的方式殺死夜霧，卻因為夜霧開啟了第二「門」殺死了位能而失敗告終。捲入竹倉的核彈攻擊而受了重傷，被前來尋找UEG的神明救起，後成了UEG的部下。
地底迷宮篇選擇避開夜霧一行人。
矢崎卓（聲：坂田將吾）
高遠夜霧的所在班級的班長，恩賜是「將軍」。在獲得恩賜的一眾同學下車離去後，把無法安裝「戰詩」系統的夜霧等四人困在車上吸引龍襲擊，以便掩護眾人安全到達城鎮。最後被捲入蒼空擁躉自殺式攻擊炸死。
秋野蒼空（聲：菊池紗矢香）
高遠夜霧的同班同學，原本是日本知名偶像團隊的隊長。恩賜是「偶像」。其後透過恩賜取代了矢崎卓成為了所屬班級的領袖。最後被瑪娜化成的肉泥吞噬而死。
地底迷宮篇淘汰賽時被花川引發的因緣召喚出現的賢者殺死。
篠崎綾香（聲：大久保瑠美）
高遠夜霧的同班同學，由於無法安裝「戰詩」系統而與夜霧和知千佳一同被紫苑遺棄。實際上並非人類，而是以人類被夜霧滅絕為前提所製造的次世代機器人。有鑒於夜霧的「即死」能力過於可怕，因此搭載了無法識別夜霧的機能。被用巴士自慰的龍以陰莖貫穿身體後受到重創並失去意識，在夜霧和知千佳離開後被輔助AI強行喚醒；在輔助AI的建議下，吞噬了被夜霧殺死的龍治癒傷口並獲得了龍的力量。十分痛恨對自己見死不救的同班同學，因此揚言要殺光所有當初跟隨紫苑離開的同學。在王都殺死了國王與8個同學。在封印瑪娜的地下迷宮與季世子交戰時，受到對方的原子炸彈的爆炸波及而身受重傷並失去了理智﹙同時使到無法識別夜霧的機能失效﹚，企圖變成龍毀滅一切時被夜霧殺死。其輔助AI因身為主人格綾香的死亡而停止了機能。
在日本有類似備份的存在，同學們回歸日本後對此感到驚訝。
桐生裕一郎（聲：渡邊紘）
高遠夜霧的同班同學，由於無法安裝「戰詩」系統而與夜霧和知千佳一同被紫苑遺棄。最後被龍以陰莖貫穿胸部而死。
地底迷宮篇為了替城崎報仇而對夜霧做出殺害行動而死。
深井聖一（聲：寺島惇太）
表面上是高遠夜霧的同班同學，但其實在現實世界裡是負責監視高遠夜霧的教團成員。恩賜是「死神」。右眼是假眼。最後被紫苑殺死。
城崎露美子（聲：引坂理繪）
高遠夜霧的同班同學，知千佳的好友，恩賜是「降靈術師」。看上知千佳的背後靈彭彭企圖據為己有。後因彭彭對夜霧的恐懼感同身受而覺醒更上一層的能力。最後被夜霧殺死。
竹倉季世子
高遠夜霧的同班同學恩賜是「神槍手」。與綾香交戰時不敵，最終被捲入自己設下的原子炸彈的爆炸波及而死。
宮永良介（聲：大野智敬）
暗殺公會「暗之庭園」的首領，恩賜是「複製」，能複製生物以外的一切事物。接受了鳳春人暗殺夜霧的委託。因複製了以皇槐為原型的機器人觸怒了夜霧，而被盛怒的夜霧殺死。
齋藤陸羽
從神取得強大的能力，在魔獸之森開拓一片園林，並擁有一群精靈女性協助維持水田自給自足，由於三次拒絕擔任賢者，被賢者龍王院紫苑派遣葵殺死。
白石行雄（聲：白石兼斗）
「獨立行政法人高次生命科學研究所」的主任研究員，朝霞的上司。在夜霧把追殺皇槐的天使殺光後，作為人類一方的代表與前來求和的天使進行交涉。

### 馬尼王國
國王（聲：中島卓也）
真名不詳。馬尼王國現任國王，達利安和理查德的父親。因壓制候選人封印的緣故，導致篠崎綾香殺死國王換取公平殺害同學的競爭。
達利安
馬尼王國的第二王子，理查德的哥哥。企圖把身為半魔的戴奧迪西亞作為維持封印的能源卻開罪了夜霧。在麾下的「無敵軍團」被夜霧全滅後用時間倒流能力企圖回避死亡，雖然成功回到過去卻因無法承受被無數眼球﹙夜霧力量的化身﹚所凝視的情況下自殺，結果變成了「在10日前死亡」的結果。
地底迷宮篇因上一輪的記憶覺醒而發瘋。
理查德（聲：石井馬克）
暱稱為理克，馬尼王國的第三王子。為了成為騎士而在劍聖門下修行，在劍聖被戴奧迪西亞殺死後成為新一代劍聖。
後被聖王召喚對抗UEG的襲擊，遭到UEG斬殺。
地底迷宮篇遭到國王的私生女殺害。
大衛（聲：中島卓也）
馬尼王國騎士團副團長，出身於馬尼王國王族旁系。與知千佳比試時被對方踢中要害而戰敗。後被鳳春人操控作為殺死夜霧的棋子，之後被開啟第二「門」的夜霧所救。

### 賢者
玲音/天堂玲音（聲：佐藤利奈）
異世界的賢者，最高等級的不死族「真祖吸血鬼」，擁有技能「超再生」能用血作出無數分身。為了讓雙胞胎妹妹聖羅解脫而不斷找尋殺死自己的方法，從成為眷屬的尤菲米亞口中得知高遠夜霧擁有把一切殺死的能力，因而以襲擊的方式試探高遠夜霧的即死能力，但是所有分身甚至連遠在天邊沉睡的本體都在一瞬間被高遠夜霧殺死，證實了高遠夜霧的能力已經是神話之上的存在，同時也對自己如願以償感到高興﹙找到讓聖羅解脫的方法﹚。死的時候留有後手，把真祖吸血鬼的能力轉移到了一個並非本體分身的女孩莉絲莉身上。
紫苑/龍王院紫苑（聲：堀江由衣）
異世界的賢者，大賢者的孫女，等級超過一億。擁有技能「心跳一次等級上升一級」。把高遠夜霧的班級召喚到異世界的始作俑者，為了對抗「侵略者」從異世界的地球不斷召喚賢者候補來填補陣亡賢者的空缺，強行把「戰詩」系統安裝在學生們身上以操控他們，卻意外召喚到了惹不起的對象──高遠夜霧，而被同為賢者的葵指責。後來不知死活招惹高遠夜霧，委託別人暗殺高遠夜霧卻全數被反殺，之後親自出馬企圖殺死高遠夜霧反而被對方先後殺死了右手的小指和無名指、左手小指、左耳、雙腳，在情人陽一遭到自己同樣待遇後被逼交出體內的賢者之石以及地球所在的座標予高遠夜霧，最後被魔神的妹妹瑪娜吞噬而死。後來因大賢者光輝把異世界的時間倒流而復活，但被夜霧殺死的部位依舊無法活動。由於深諳夜霧的可怕而選擇對夜霧示好。在光輝成為植物人後與情人陽一隱居。
三太郎
異世界的賢者，個性自大且傲慢。在與「侵略者」機器人戰鬥的過程中，因為認為現場的平民與夜霧一行人是個障礙，使用冰凍技能企圖殺害包含高遠一行人在內的所有人，但被夜霧感知到其殺意並抓住千佳躲過了冰凍攻擊。由於三太郎的無差別攻擊惹怒夜霧，夜霧質問其為何要攻擊自己時，三太郎回應「看到賢者就應該下跪道謝是你們的義務吧，在那邊亂晃太礙眼了」，而此舉也使夜霧決定當場殺死三太郎。然而三太郎的死也引起賢者們留意，促此天堂玲音親自攻擊。
葵/早野瀨葵（聲：神戶光步）
異世界的賢者，擁有魔眼「殺死英雄之眼」，能看穿一個人的存在值跟器量，若是存在值太低則可以用技能「只要努力就有回報的殘酷世界」將對手拉進自己的領域，以自己的意思剝奪對方的技能跟外掛。被命令去探查高遠夜霧的底細，但是用殺死英雄之眼觀測高遠夜霧的時候，發現對方是萬萬不可以讓「祂」降臨到這個世界的存在，之後心智崩潰創造出一個亞空間把自己關起，指責紫苑把最不該召喚到這個世界的災厄給招來。後來大賢者光輝把異世界的時間倒流後，由於深諳夜霧的可怕而選擇對夜霧示好。
聖羅/天堂聖羅
玲音的雙胞胎妹妹，因為感染了UEG的病毒而成為了無限增殖和傳染的不死生物。最終被夜霧殺死，同時也從無盡的折磨中得到解脫。
梵
異世界的賢者，「大賢者」光輝的親孫。夜霧蒐集賢者之石的最終站。
為了討爺爺開心而製作遊戲，將夜霧引到一個棲息了各路牛鬼蛇神的戰爭遊戲後，由於夜霧一路上影響的各路人馬入侵遊戲而導致世界幾乎面臨毀滅，後跑去找大賢者商量而開啟地底迷宮篇。
光輝
本作最終反派，同時也是本作一切的始作俑者。稱號為「大賢者」，異世界賢者的首領。能力是「化夢」，能把所有世界和所有次元發生的的一切變成一場夢。同時也擁有魅惑女性的能力，讓三大女神在內的女性傾心於自己，而無條件為自己輸送神力，從而獲得掌控所有世界和所有次元的能力。後來把異世界的時間倒流到夜霧的班級傳送到異世界前的一刻，把死去的人復活﹙但無法復活被夜霧殺死的人﹚，並以「復活死去的人」為條件煽動別人追殺夜霧﹙實際上是謊言，因為被夜霧殺死的事物無法復活﹚。計劃失敗後企圖以聲稱能夠毀滅世界的消滅彈攻擊夜霧，並揚言自己一旦死亡所有世界就會毀滅，最後被開啟了第三「門」的夜霧殺死了與世界的聯繫成為只為了維持世界存在而存在的植物人。

#### 賢者的部下
正行（聲：小松昌平）
不死族，玲音的部下。「不死機團」的首領。接受玲音殺死夜霧的命令，最後被夜霧殺死
高橋良太（（たかはし りょうた），聲：松岡洋平）
玲音的部下，花房城市長。恩賜為「市長」。在努力經營下將花房城發展繁榮，因此反感仗著玲音的命令在市內胡作非為的正行，對玲音本身也沒有太多的尊重。
陽一（聲：渡邊紘）
紫苑的戀人。後來紫苑不知死活招惹高遠夜霧，反被對方殺死右手的小指和無名指、左手小指、左耳、雙腳等部位狼狽地逃回根據地後，本人被夜霧殺死紫苑相同的部位。

### 神祇
阿魯巴加路馬
稱號為「魔神」，曾使異世界成為人間地獄，被聖王封印在塔頂。被封印後從封印內散發出足以殺死接近封印所在地的生命的瘴氣，被受到瘴氣攻擊的高遠夜霧自動反擊殺死。
瑪娜（聲：幸村惠理）
阿魯巴加路馬的妹妹，實力在哥哥之上。病嬌。得知阿魯巴加路馬被高遠夜霧殺死後化身作一團肉泥把紫苑等人吞噬，最後被高遠夜霧殺死。
維哈娜特（聲：前田玲奈）
女神，十分迷戀魔神阿魯巴加路馬，為解開阿魯巴加路馬封印而選中十分不幸的萊尼爾作為棋子。在阿魯巴加路馬死後被異界侵略者暗算而暴走﹙但仍然不敢攻擊夜霧﹚，最後被已成為劍聖的理克殺死。
地底迷宮篇與被賦予了超強運氣的萊尼爾一起行動。
降龍
異世界真正的管理者，但管理的權限卻被瑪露娜和莉露娜所篡奪。在瑪露娜和莉露娜先後被夜霧和米蘭達殺死後奪回權限，但由於「大賢者」光輝擁有隨意召喚夜霧一行的能力，因此企圖借夜霧之手除掉光輝。極少數知道夜霧真身的知情者之一。在光輝被夜霧殺死與所有世界的聯繫成為植物人後嘲諷了對方一番。其後作為回報把夜霧、知千佳等人送回地球。
瑪露娜、莉露娜
外表是相貌可愛的少女，二人為雙胞胎姊妹。篡奪了降龍的管理權限而成為異世界的管理者。後因招惹夜霧，莉露娜企圖殺死知千佳時被夜霧殺死，而瑪露娜則被米蘭達殺死。
地底迷宮篇時因莉露娜沒有復活，瑪露娜心灰意冷不做抵抗遭降龍殺死。
亞蕾克西亞
異世界三名爭奪「大賢者」光輝的上位女神之一，光輝的秘書。為了取悅光輝而與另外兩名上位女神把魔力輸送給光輝。其後打算獨佔光輝而算計另外兩名女神並把她們封印。
UEG
異世界三名爭奪「大賢者」光輝的上位女神之一。導致天堂聖羅成為無限增殖的不死怪物的元兇。為了取悅光輝而與另外兩名上位女神把魔力輸送給光輝。後被亞蕾克西亞算計而被封印。最後被夜霧殺死。
露
異世界三名爭奪「大賢者」光輝的上位女神之一。為了取悅光輝而與另外兩名上位女神把魔力輸送給光輝。後被亞蕾克西亞算計而被封印，身體也被分解成為「賢者之石」。

#### 眷屬
琉特（聲：篠原侑）
阿魯巴加路馬的眷屬，擁有隨意改變外貌的能力。在阿魯巴加路馬死後為了殺死夜霧而前往馬尼王國的深處釋放被阿魯巴加路馬封印的瑪娜。在封印之地被瑪娜奪去雙手，把鑰匙交給大門後被瑪娜化成的肉泥吞噬而死。

### 其他
麗莎
裕樹的奴隸，裕樹親衛隊的隊長。恩賜為「魔杖使」，能透過魔杖使用魔法。討厭知千佳。最後企圖擄走知千佳時卻被夜霧阻撓而失敗，最後企圖反抗夜霧而被對方殺死。
切爾西
裕樹的奴隸，裕樹親衛隊中排行第3。擁有操控布偶的能力。討厭知千佳。企圖擄走知千佳時，因其操控的布偶被夜霧殺死而失去戰意。
史蒂芬妮（聲：小島菜菜惠）
裕樹的奴隸，裕樹親衛隊中排行第4。擁有治療的能力。討厭知千佳。對裕樹十分忠心，在裕樹死後解除了即使解除了控制依然不斷用恩賜治療裕樹。
艾莉卡（聲：伊藤彩沙）
裕樹的奴隸，裕樹親衛隊中排行第5。擁有隱形的能力。討厭知千佳，最後企圖殺死知千佳時被夜霧殺死。
萊尼爾（聲：野上翔）
運氣十分差的青年。轉生者，原本是日本人，被邪教徒綁架後作為祭品被殺。由於十分不幸而在死後被女神維哈娜特選中作為解開魔神阿魯巴加路馬封印的棋子。
卜部/烏拉貝（聲：宮田哲朗）
能與賢者匹敵的存在，賢者負責對付「侵略者」，而劍聖則是對抗「邪神」的眷屬。在封印邪神結界的塔上招募「聖王的騎士」，但真正的目的是希望招募者在塔中自相殘殺，死亡後的靈魂被塔吸收用來鞏固封印的結界，而在塔的底下則是被折磨到不成人形的半魔族負責魔力供應，自認為自己是人類抵抗邪神的最後一道防線，所以什麼殘酷的事情都做得出來，最後被尋找妹妹的半魔戴奧迪西亞斬首而死。
原作中沒有提及姓名，只稱為劍聖。
米蕾優（聲：篠原侑）
聖王（聲：菊池紗矢香）
真名不詳。與「魔神」阿魯巴加路馬為敵的「聖王」。
米蘭達
降龍的同伴。稱號為「弒神的魔女」。興趣是弒神。在神的寶座殺死了失去莉露娜的瑪露娜。
阿提拉
在前往劍聖守護之塔的峽谷篩選聖王騎士資格的黃金雷龍。看到夜霧發動能力造成的慘況時想將合格的話說完就逃走，後來強硬推薦夜霧等人去參加聖王騎士選拔。遇到前來尋找夜霧的葵與花川，被奪走飛行能力後遭到侵略者「刺蝟」殺害。
地底迷宮篇扮演怪物方的角色，後來加入了夜霧的隊伍。被大賢者魅惑之後遭到前來討伐大賢者的勇者殺死。
降龍應夜霧的要求將其復活後，滿足讓阿提拉融入人類社會的心願。

## 出版書籍

### 輕小說
| 冊數     | EARTH STAR Entertainment | EARTH STAR Entertainment |
| 冊數     | 發售日期                 | ISBN                     |
| -------- | ------------------------ | ------------------------ |
| 1        | 2016年10月15日           | ISBN 978-4-8030-0962-0   |
| 2        | 2017年2月15日            | ISBN 978-4-8030-1000-8   |
| 3        | 2017年7月15日            | ISBN 978-4-8030-1084-8   |
| 4        | 2018年1月16日            | ISBN 978-4-8030-1149-4   |
| 5        | 2018年8月16日            | ISBN 978-4-8030-1220-0   |
| 6        | 2019年3月15日            | ISBN 978-4-8030-1283-5   |
| 7        | 2019年9月14日            | ISBN 978-4-8030-1337-5   |
| 8        | 2020年2月15日            | ISBN 978-4-8030-1389-4   |
| 9        | 2020年7月15日            | ISBN 978-4-8030-1434-1   |
| 10       | 2020年12月16日           | ISBN 978-4-8030-1482-2   |
| 11       | 2021年6月16日            | ISBN 978-4-8030-1528-7   |
| 12       | 2021年12月15日           | ISBN 978-4-8030-1595-9   |
| 13       | 2022年9月15日            | ISBN 978-4-8030-1657-4   |
| 14       | 2023年3月15日            | ISBN 978-4-8030-1764-9   |
| 後始末篇 | 2024年2月15日            | ISBN 978-4-8030-1910-0   |

### 漫畫
| 冊數 | EARTH STAR Entertainment | EARTH STAR Entertainment |
| 冊數 | 發售日期                 | ISBN                     |
| ---- | ------------------------ | ------------------------ |
| 1    | 2018年8月16日            | ISBN 978-4-8030-1219-4   |
| 2    | 2019年3月12日            | ISBN 978-4-8030-1276-7   |
| 3    | 2019年9月12日            | ISBN 978-4-8030-1334-4   |
| 4    | 2020年5月12日            | ISBN 978-4-8030-1415-0   |
| 5    | 2020年12月11日           | ISBN 978-4-8030-1474-7   |
| 6    | 2021年8月12日            | ISBN 978-4-8030-1547-8   |
| 7    | 2022年2月10日            | ISBN 978-4-8030-1614-7   |
| 8    | 2022年12月12日           | ISBN 978-4-8030-1722-9   |
| 9    | 2023年8月10日            | ISBN 978-4-8030-1821-9   |
| 10   | 2024年2月9日             | ISBN 978-4-8030-1904-9   |
| 11   | 2024年9月12日            | ISBN 978-4-8030-2005-2   |
| 12   | 2025年6月12日            | ISBN 978-4-8030-2136-3   |

## 電視動畫

### 主題曲
片頭曲
「Killer Bars」
作词：TOC，作曲：TOC、WAPLAN，编曲：WAPLAN，主唱：Hilcrhyme
片尾曲
「Haze」
作詞、作曲：草野華余子，編曲：R·O·N，主唱：櫻木舞華【】（鈴木杏奈）

### 各話列表
| 話數       | 日文標題 | 中文標題                                     | 分鏡                | 演出       | 作畫監督 | 總作畫監督            | 首播日期      |
| ---------- | -------- | -------------------------------------------- | ------------------- | ---------- | --- | --------------------- | ------------- |
| Episode.01 |          | 秒殺外掛                                     | 菱田正和            | 菱田正和   | 入江俊博、渡边浩二、 近响子、长谷川一生、 重国浩子、宫崎里美、 CHA MYOUNG JUN、 KU JA CHEON                                           | 崎本小百合、 宫崎里美 | 2024年 1月4日 |
| Episode.02 |          | 我的守护灵太强了，在异世界也能過得轻轻松松！ | 中野彰子            | 菱田正和   | 清水勝祐、長谷川一生、 渡边浩二 | 崎本小百合、 宫崎里美 | 1月11日       |
| Episode.03 |          | 這世道可沒有簡單到 可以單方面地進行攻擊      | 割田圭介            | 割田圭介   | 入江俊博、近響子、清水勝祐、 CHA MYOUNG JUN、 KU ZA CHEON、李品華、 趙親雲、Seven Seas                                                | 崎本小百合            | 1月18日       |
| Episode.04 |          | 既然妳正在看這段影片                         | 松本佳久            | 松本佳久   | 長谷川一生、渡邊浩二、 入江俊博、Kidi、覃啟若、 陳潔瓊、趙親雲、李品華、邱錦                                                          | 崎本小百合            | 1月25日       |
| Episode.05 |          | AΩ                                           | 菱田正和            | 菱田正和   | 入江俊博、 CHA MYEONG JUN、 KU JA CHEON、慧敏、 萩原旭、王思語、Triple A                                                              | 崎本小百合            | 2月1日        |
| Episode.06 |          | 我可沒有白目到受人幫助還嫌東嫌西喔           | 菱田正和、 山中隼人 | 藤本次朗   | 长谷川一生、渡边浩二、 覃启若、慧敏、鑫月、 萩原旭、鬼塚庆葬                                                                          | 崎本小百合            | 2月8日        |
| Episode.07 |          | 确认第一门已保持开啟                         | 菱田正和、 割田圭介 | 割田圭介   | 山下圣美、長川薰、入江俊博、清水胜祐、 CHA MYOUNG JUN、 KU ZA CHEON、李杰、孙建清                                                     | 崎本小百合            | 2月15日       |
| Episode.08 |          | 机关                                         | 菱田正和            | 菱田正和   | 長谷川一生、渡边浩二、 山下圣美、CHA MYOUNG JUN、 KU JA CHEON、李杰                                                                   | 崎本小百合、 清水胜祐 | 2月22日       |
| Episode.09 |          | 感觉就是一心一意只想獨善其身的職階呢         | 松本佳久            | 松本佳久   | 入江俊博、長谷川一生、 澤口裕也、半田仁、李傑、 所澤映畫、慧敏、4tune、 周俊傑、拾月動畫                                              | 崎本小百合、 清水胜祐 | 2月29日       |
| Episode.10 |          | 過去的女人出現了，知千佳驚呆了…              | 藤本次朗            | 藤本次朗   | 山下聖美、渡邊浩二、長谷川一生、 龍光、李傑、拾月動畫                                                                                 | 崎本小百合、 清水胜祐 | 3月7日        |
| Episode.11 |          | 第二階段                                     | 菱田正和            | 松永浩太郎 | 長谷川一生、入江俊博、 山下圣美、寿夢龍、拾月动画、 CHA MYOUNG JUN、KU JA CHEON-                                                      | 崎本小百合、 清水胜祐 | 3月14日       |
| Episode.12 |          | 隨心所欲使用能力就好了喔                     | 菱田正和            | 菱田正和   | 清水胜祐、山下聖美、長川薰、 崎本小百合、長谷川一生、 寿夢龍、入江俊博、 光の園・アニメーション、 慧敏、杭州神在動畫、 覃启若、周俊傑 | 崎本小百合、 清水胜祐 | 3月21日       |

### BD／DVD
| 卷數 | 發售日期      | 收錄話數       | 規格編號  | 規格編號  |
| 卷數 | 發售日期      | 收錄話數       | BD        | DVD       |
| ---- | ------------- | -------------- | --------- | --------- |
| BOX  | 2024年5月31日 | 第1話 - 第12話 | KWXA-3047 | KWBA-3048 |

## 外部連結
- es-novel官方網站 （页面存档备份，存于）
- 漫畫版網站 （页面存档备份，存于）
- 動畫版網站 （页面存档备份，存于）